# Henry St John
Henry St John, 1r Vescomte Bolingbroke PC FRS (16 de setembre de 1678 – 12 de desembre de 1751) va ser un polític anglès, membre del govern i filòsof polític. Va ser líder del partit Tory i donà suport polític a l'Església d'Anglaterra malgrat les seves opinions antireligioses i la seva oposició a la teologia. El 1715 donà suport a l'alçament Jacobita que buscava treure del tron el nou rei Jordi I. Aconseguí fugir a França, en esdevingué ministre d'exterior del Pretendent. Va ser jutjat per traïció; però el 1723 va poder tornar a Anglaterra. És conegut principalment com el filòsof del Partit del País (el Country Party).

## Biografia
Henry St John segurament va néixer a Lydiard Tregoze, a Wiltshire, i batejat a Battersea. St Jon era fill de Sir Henry St John, qui posteriorment seria fet vescomte, i de Lady Mary Rich, filla de Robert Rich, 2n comte de Warwick. Tot i que es diu que va estudiar a Eton College i a Christ Church College, Oxford, el seu nom no apareix als registres. Possiblement va ser educat a les Acadèmies Dissidents.
Viatjà a França, Suïssa i Itàlia entre 1698 i 1699, adquirint un excepcional coneixement del francès. St John va fer amistat amb els whigs James Stanhope i Edward Hopkins, així com amb el tory Sir William Trumball, que l'advertí: «Sembla que hi ha entre nosaltres [a Anglaterra] una gran disposició vers la llibertat, però honestament no hi ha virtut per donar-li suport.»
El 1700 es casà amb Frances, filla de Sir Henry Winchcombe de Bucklebury, Berkshire.

### Carrera inicial
Tornà al Parlament el 1701 pel districte familiar de Wootton Bassett a Wiltshireamb els Torys. El seu escó era per la circumscripció de Lydiard Park a Lydiard Tregoze, actualment Borough of Swindon. Ell mateix s'uní a Robert Harley (posteriorment Lord Oxford), llavors el portaveu, i es distingí per la seva eloqüència al debat, eclipsant el seu company a les aules, Robert Walpole, i adquirint una gran ascendència a la Cambra dels Comuns del Regne Unit. Al maig tenia al càrrec la llei per assegurar la successió protestant; va participar en la investigació dels lords whig per la seva conducta sobre els tractats de Partició, i s'oposà al jurament de lleialtat contra el Vell Pretendent. Al maig de 1702 va ser escollit com a comissionat per portar a terme els comptes públics.
Després de l'ascens al tron de la Reina Anna, St. John donà suport a les lleis de 1702 i 1704 contra la Conformitat Ocasional per evitar que els catòlics poguessin ocupar càrrecs públics al Regne Unit, i tingué un lloc destacat a les disputes entre les dues cambres. El 1704, St John ocupà el càrrec juntament amb Harley de secretari de la guerra, la qual cosa faria que intimés amb el Duc de Marlborough, per qui va ser tractat amb favor. El 1708, abandonà el càrrec amb Harley en fracassar les intrigues d'aquest darrer, retirant-se al camp fins al 1710, quan esdevingué conseller privat i secretari d'estat al nou ministeri de Harley, representant a Berkshire al parlament. Donà suport a la llei que exigia una qualificació de propietats real per un escó al parlament. El 1711 fundà el "Brothers' Club", una societat de polítics Tories i d'homes de lletra, i el mateix any veié el fracàs de les dues expedicions a les Índies Occidentals i al Canadà promogudes per ell. El 1712 va ser l'autor de la nova llei que taxava els diaris.
La negativa dels whigs a signar la pau amb França el 1706, i de nou el 1709 quan Lluís XIV oferí rendir cada posició per la qual els Aliats afirmessin estar combatent, mostrant que la guerra ja no formava part dels interessos nacionals, i els ministeri tenia el suport de la Reina, el Parlament i la gent que volia finalitzat les hostilitats. A causa de la diversitat dels ànims entre els aliats, St John va ser induït a entrar en negociacions secretes i separades amb França per la seguretat dels interessos d'Anglaterra. Al maig de 1712 ordenà al Duc d'Ormonde, que havia succeït a Marlborough al comandament, que no entrés en cap combat. Aquestes instruccions van ser comunicades als francesos, però no als aliats, i Lluís posà Dunkerque com a garantia en possessió d'Anglaterra, i les tropes angleses abandonaren els seus enemics pràcticament al camp de batalla. Posteriorment St John rebé les felicitacions del ministre d'exteriors francès, Jean-Baptiste de Torcy, per la victòria francesa sobre el Príncep Eugeni de Savoia a Denain.

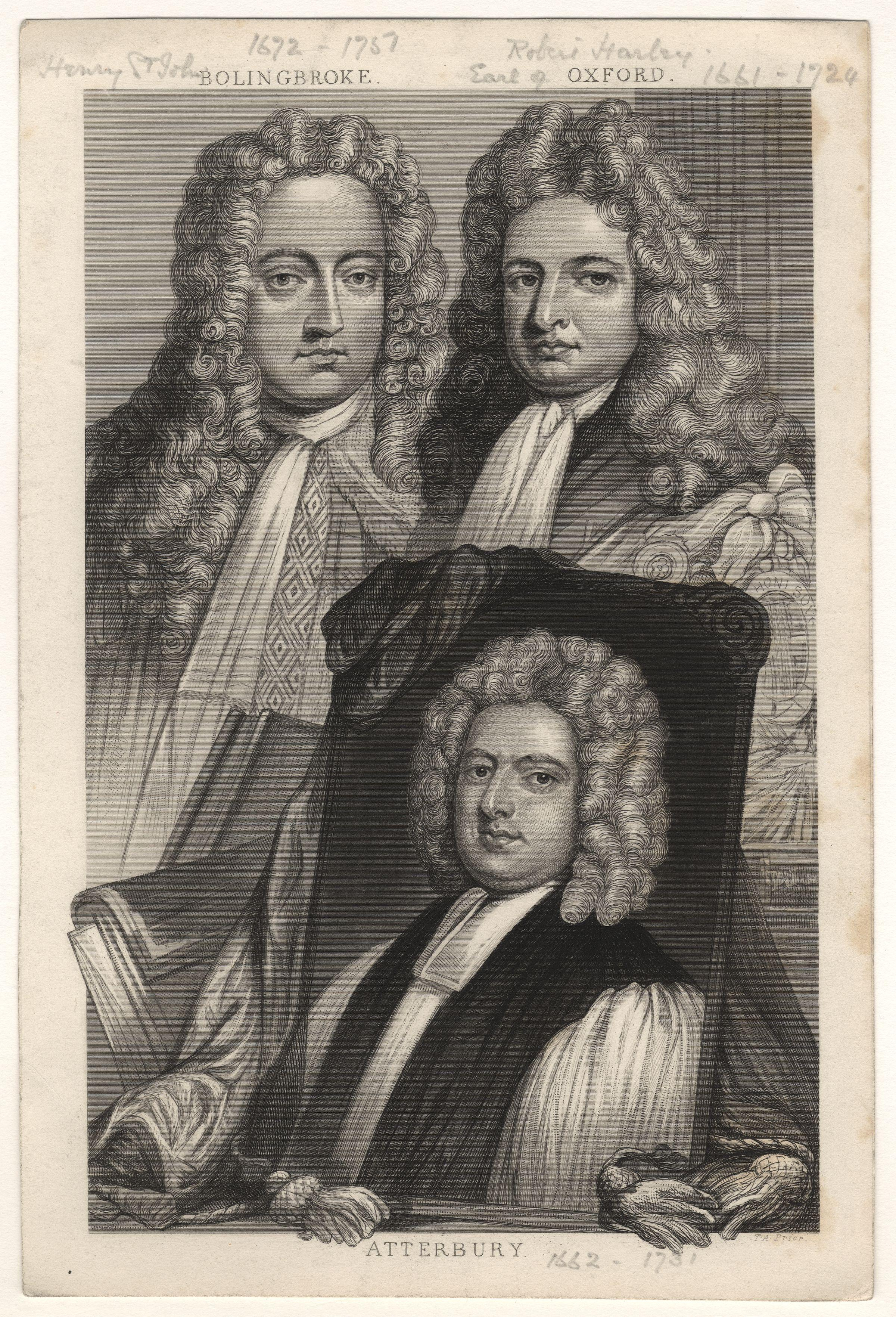
Bolingbroke juntament amb Robert Harley, 1r Comte d'Oxford i Comte Mortimer, amb un retrat de Francis Atterbury. Gravat darrera una pintura de Sir Godfrey Kneller

L'agost de 1712 St John, que havia estat creat Vescomte Bolingbroke, va anar a França i signà un armistici entre Anglaterra i França durant quatre mesos. Finalment, al març de 1713 tots els Aliats llevat de l'Emperador signaren el Tractat d'Utrecht. La primera producció del Cató de Joseph Addison va ser feta pels Whigs en ocasió d'una gran demostració d'indignació contra la pau, i per Bolingbroke per presentar l'actor Barton Booth amb un premi de 50 guinees per defensar la causa de la llibertat contra un dictador perpetu (Marlborough).
Al juny, el tractat comercial de Bolingbroke amb França, establint el comerç lliure, va ser rebutjat. Mentrestant, l'amistat entre Bolingbroke i Harley, base de tota l'administració Tory, s'havia anat esvaint gradualment. Al març de 1711, quan el Marquès de Guiscard va atemptar contra la vida de Harley, Bolingbroke assumí temporalment el lideratge dels afers del ministeri. La seva dificultat en controlar els escons de segona fila Tories, però, només va fer que l'absència de Harley fos més notable. Al maig, Harley va rebre el comtat d'Oxford i va ser fet lord Tresorer, mentre que al juliol, St John va tenir una gran descepció en rebre només un vescomtat en lloc del comtat, i en no ser fet membre de l'orde de la Lligacama.
El setembre del 1713, Swift va anar a Londres, i intentà fer un darrer intent (en va) per reconciliar els dos amics. Però ara havia sorgit una nova causa de diferència. La salut de la Reina estava malmesa, i els ministres Tories anticipaven la seva caiguda amb l'ascensió de l'Elector de Hannover. Durant la missió diplomàtica de Bolingbroke a França va ser culpable de quedar-se a l'òpera mentre que el Pretendent estava present, i d'acord amb les transcripcions de Mackintosh va tenir diverses entrevistes amb ell de manera secreta. Posteriorment es mantindrien les comunicacions de manera regular.
Al març de 1714, Herville, l'enviat francès a Londres, envià a Torcy, ministre d'exteriors francès, el resum de dues llargues converses amb Bolingbroke en les que aquest darrer aconsellava paciència fins després de l'ascens de Jordi I, quan s'esperava que tindria lloc una gran reacció en favor del Pretendent. Al mateix temps, parlà sobre la traïció de Marlborough i de Berwick, així com d'un Altre, presumiblement Oxford, de qui es negà a donar el nom, tots els quals estaven en comunicació amb Hanover. Tant Oxford com Bolingbroke advertiren Jaume que podria tenir poques oportunitats d'èxit llevat que canviés de religió, però la negativa d'aquest no semblà que aturés les comunicacions.
Bolingbroke gradualment desbancà Oxford al lideratge. Lady Masham, la favorita de la reina, es discutí amb Oxford i s'identificà amb els interessos de Bolingbroke. L'aspre tractament de les peticions de Hanover va ser inspirat per ell, i guanyà el favor de la reina, mentre que la influència d'Oxford declinada; i pel seu suport per la Llei del Cisma al maig de 1714. una violenta mesura dels Tory prohibint tota educació pels dissidents en fer una llicència episcopal obligatòria pels mestres d'escola, probablement intentà imposar a Oxford a rendir-se. Finalment, una acusació de corrupció presentada per Oxford contra Bolingbroke i Lady Masham, en connexió amb el tractat comercial amb Espanya, fracassa, i el lord Tresorer va haver de retirar-se el 27 de juliol de 1714. La Reina va morir quatre dies més tard, després d'haver nomenat Charles Talbot, Duc de Shrewsbury, com a Lord Tresorer.

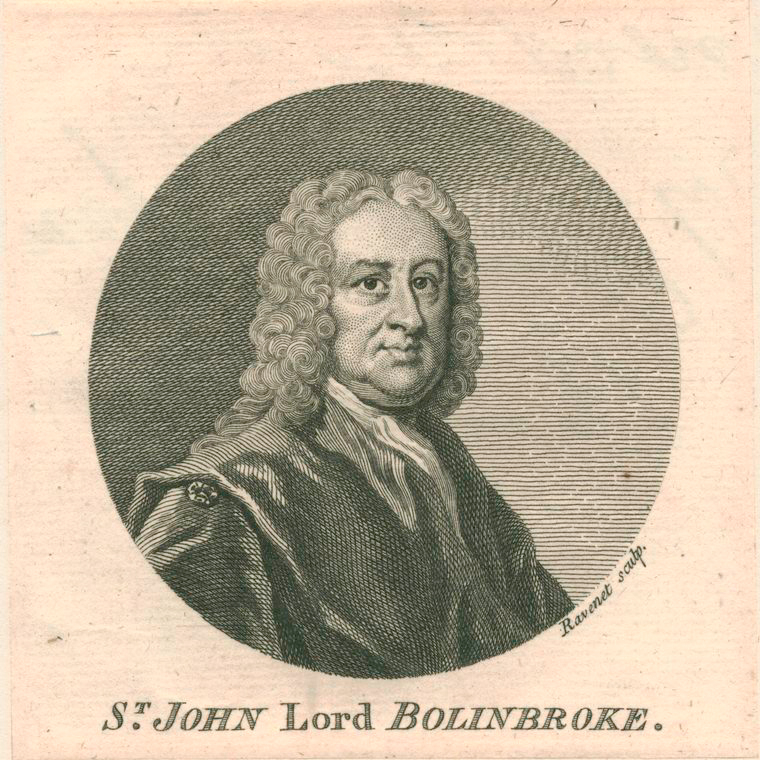
Henry St John, viscount Bolingbroke

### Exili
Amb l'ascens al tron de Jordi I els llums i fogueres a la casa de Lord Bolingbroke a Golden Square van ser "particularment grans i remarcables, sent immediatament despatxat del seu càrrec. El nou rei havia estat proper als Whigs però volia entendre's amb els tories. Aquests, però, es negaren a servir i ho apostaren tot en una elecció que van perdre. Els triomfants Whigs sistemàticament van rellevar els Tories de la majoria dels càrrecs nacionals i regionals.
Bolingbroke seguí un curs erràtic que desconcertà els seus contemporanis. Es retirà a Bucklebury i es diu que va escriure la resposta a la "Història Secreta de l'Estat Major Blanc" acusant-se de ser un Jacobita. Al març de 1715 intentà en va defensar el darrer ministeri al nou parlament; i amb l'anunci que Robert Walpole intentaria atacar els autors del Tractat d'Utrecht, es rendí.
Bolingbroke fugí disfressat cap a París, un gran error. En un error encara més gran s'uní al Pretendent, va ser fet comte i es va fer càrrec dels afers exteriors a la cort dels Estuard. La revolta de 1715 va ser pífia i la mort de Lluís XIV significava que el Pretendent havia perdut el seu patrocinador principal; el rei Lluís XV volia fer la pau amb Gran Bretanya i es negà a encotillar-se en altres esquemes. Al març de 1716 Bolingbroke canvià de bàndol de nou. Havia perdut els seus títols i propietats quan el Parlament votà una llei acusant-lo de traïció. Esperava recuperar les bones gràcies del rei Jordi, i intentà aconseguir-ho en pocs anys.
Va escriure les seves "Reflexions a l'Exili" i, el 1717, la seva carta a Sir William Wyndham explicant la seva posició, carta considerada com una de les seves millors composicions, però no va ser publicada fins al 1753 quan ja havia mort. El mateix any, inicià una relació amb una vídua, Marie Claire Deschamps de Marcilly, amb la que es casà el 1720, dos anys després de la mort de la seva primera esposa. Comprà una finca a La Source, prop d'Orleans, on residí, estudià filosofia, va fer una crítica a la cronologia de la Bíblia, i va ser visitat entre d'altres per Voltaire, qui expressà admiració pel seu aprenentatge i atencions.

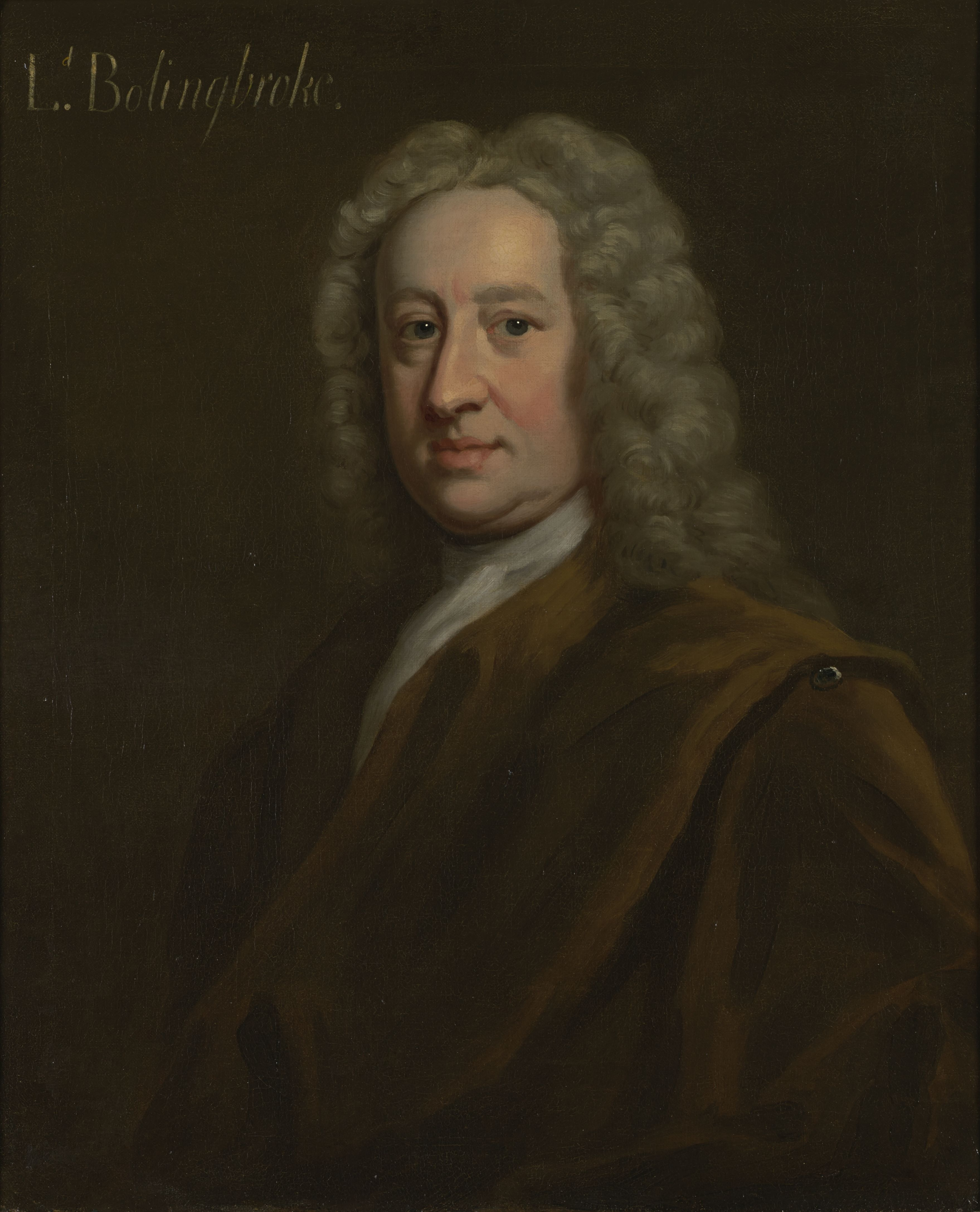
Henry St John, 1r Vescomte Bolingbroke. Atribuït a Charles Jervas

### Perdó i retorn
El 1723, gràcies a la mediació de la minyona de la reina, Ehrengard Melusine von der Schulenburg, Duquessa de Kendal i Munster, tornà a Londres. Walpole, dubtant, acceptà el seu retorn. El 1725 el Parlament li permeté mantenir el seu el Parlament li va permetre mantenir el seu estat real però sense poder per exercir-lo. Però això va ser en conseqüència d'una ordre preremtòria del rei, contra els desigs de Walpole, que havia aconseguit mantenir la seva exclusió de la Cambra dels Lords. Comprà una fica a Dawley, prop d'Uxbridge, on renovà la seva intimitat amb Pope, Swift i Voltaire, participà en les discussions literàries de Popes, i va escriure filosofia per Essay on Man.
A la primera ocasió que se li oferí, que va ser el trencament de Pulteney amb Walpole el 1726, s'esforçà per organitzar una oposició en conjunció amb Pulteney i Wyndham; i, el 1727, començà la famosa sèrie de cartes als "Artesans", atacant els Walpoles, signats com "un Escriptor Ocasional". Es guanyà la duquessa de Kendal mitjançant un suborn de £11.000 provinents de les finques de la seva dona, i amb l'aprovació de Walpole va obtenir una audiència amb el rei Jordi. El seu èxit va ser imminent, i es pensà que el seu nomenament com a ministre en cap estava assegurat. Segons les mateixes paraules de Walpole, "mentre que St John tenia la duquessa totalment al seu costat no és necessari que afegeixi el que podia o havia haver estat en conseqüència.", i es preparà per al seu acomiadament. Però un cop més la "sort de Bolingbroke se li girà en el moment que estava a punt de florir", i els seus projectes i esperances s'arruïnaren en morir el rei al juny.
Va escriure més assaigs, signats com a "John Trot", que aparegueren als "Artesans" el 1728, i el 1730 seguí "Observacions sobre la Història d'Anglaterra" de Humphrey Oldcastle, atacant la política de Walpole. Les opinions impulsades per Bolingbroke continuaren a la Cambra dels Comuns mitjançant Windham, i es feren grans esforços per establir una aliança entre els Tories i els Whigs a l'oposició. La Llei d'Impostos de 1733 i la Llei Septènnia de 1734 li donà noves oportunitats per seguir atacant el govern, amb Bolingbroke donant-hi suport mitjançant una nova sèrie d'articles de l'estil dels "Artesans" titulats "Una Dissertació sobre els Partits"; però el moviment es col·lapsà després de les noves eleccions, que tornaren a Walpole al poder el 1735 amb una gran majoria.
Bolingbroke es retirà desconcertat i decebut de la refrega a França durant el mes de juny, residint principalment al château d'Argeville, prop de Fontainebleau. Va escriure "Cartes sobre l'estudi de la Història" (impreses de manera privada abans de la seva mort i publicades el 1752) i "Autèntic ús del retir". El 1738 visità Anglaterra, esdevenint un dels principals amics i consellers de Frederic, el príncep de Gal·les, qui ara encapçalava l'oposició, i va escriure per a l'ocasió "El Rei Patriota", que conjuntament amb un assaig previ, "L'Esperit del Patriotisme", i amb "L'Estat dels Partits durant l'ascensió de Jordi I", van ser confiats a Pope i no van ser publicades. Fracassant, però, en obtenir cap participació en la política, tornà a França el 1739, i posteriorment es va vendre Dawley. El 1742 i 1743 tornà a visitar Anglaterra, barallant-se amb Warburton. El 1744 s'assentà finalment a Battersea amb el seu amic Hugh Hume, el 3 comte de Marchmont, estant present a la mort de Pope al mes de maig. Descobrí que el poeta havia fet imprimir 1.500 còpies de "El Rei Patriota", fen que publiqués una versió correcta el 1749, i va tenir un nou altercat amb Warburton, que defensà el seu amic contra les amargues calúmnies de Bolingbroke, la conducta del qual era generalment comentada, publicant "Epístola familiar de l'home viu més insolent".

### Mort
El 1744 havia estat molt ocupat ajudant a les negociacions per l'establiment de la nova administració de "base àmplia", i no mostrà cap simpatia vers l'aixecament Jacobita de 1745. Recomanà el tutor del Príncep Jordi, posteriorment Jordi III. Vers els 1749 va escriure "Estat Actual de la Nació", un pamflet inacabat. Philip Stanhope, 4t comte de Chesterfield, va escriure les seves darreres paraules: «Déu em va posar aquí per fer el que Ell volia amb mi i Ell sap què fer». Va morir el 12 de desembre de 1751, als 73 anys, un any després que morís la seva segona esposa. Tots dos van ser enterrats a l'església parroquial de Battersea, on s'erigí un monument a la seva memòria amb medallons i inscripcions compostes pel mateix Bolingbroke.

## Impacte

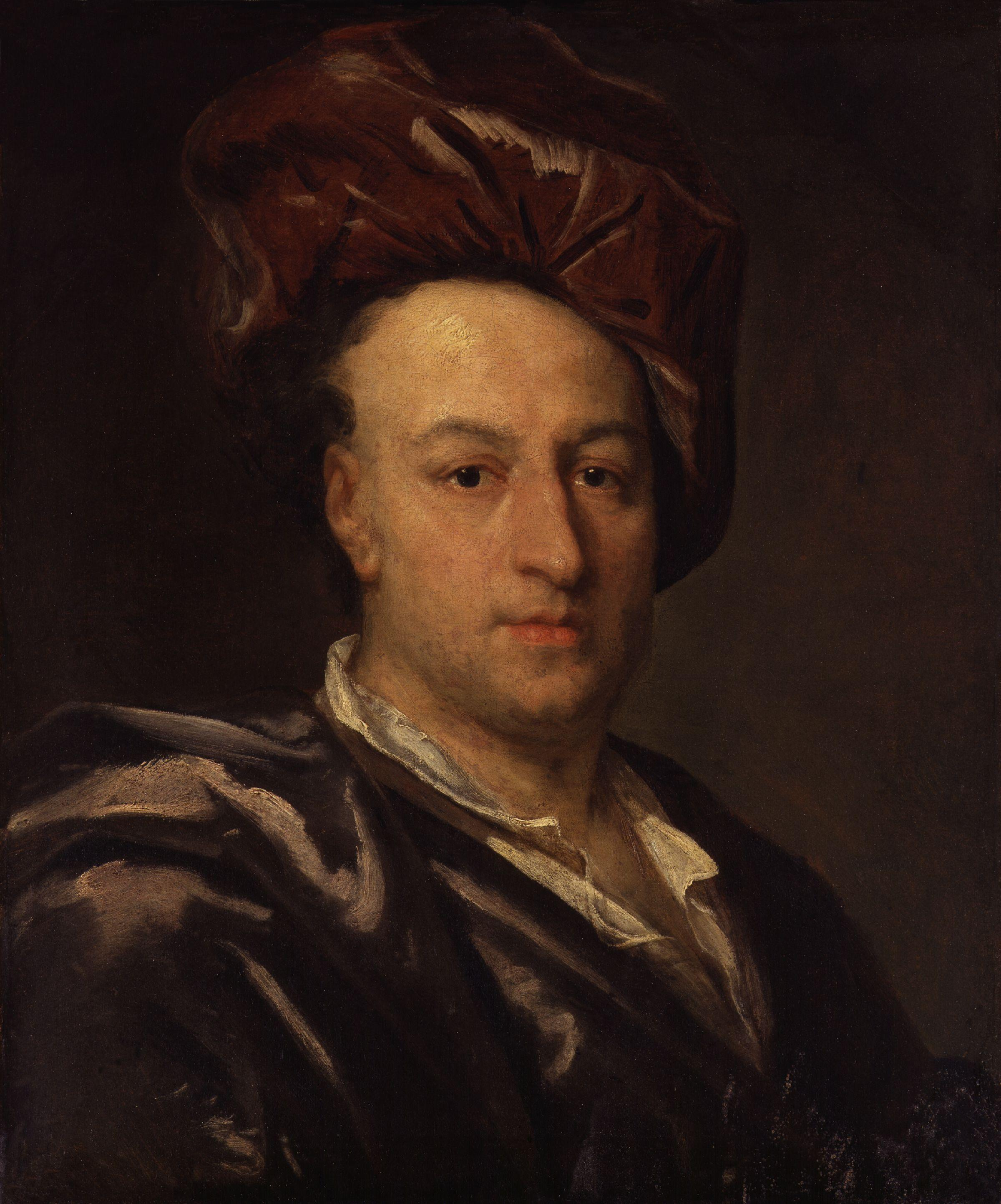
Retrat de Henry St John atribuït a Jonathan Richardson.

### El republicanisme a Amèrica
A finals del segle xx, Bolingbroke va ser redescobert pels historiadors com una gran influència per a Voltaire i pels independentistes estatunidencs John Adams, Thomas Jefferson i James Madison. Adams va afirmar que havia llegit les obres de Bolingbroke un mínim de 5 vegades; de fet, les obres de Bolingbroke van ser àmpliament llegides a les colònies americanes, on van ajudar a la fundació de la devoció de la nova nació vers el republicanisme. La seva visió de la història com a cicles de naixement, creixement, declivi i mort d'una república va ser tenir gran influència a les colònies, i la seva afirmació sobre la llibertat, que "hom no és lliure de la llei, sinó que per la llei"

### Influència a Gran Bretanya
Bute i Jordi III derivaren les seves idees polítiques de The Patriot King. Edmund Burke va escriure la seva Vindication of Natural Society (Vindicació de la Societat Natural) imitant l'estil de Bolingbroke, però refutant els seus principis; i a Reflections on the French Revolution (Reflexions sobre la Revolució Francesa) exclamà: «Qui diu ara que en alguna ocasió va llegir a Bolingbroke?». Burke negà que les paraules de Bolingbroke haguessin deixat cap "impressió personal a la seva ment". Benjamin Disraeli senyalà a Bolingbroke com el fundador dels Torys moderns, erradicant les seves doctrines absurdes i odioses, i establint la seva missió de subvertir els intents Whigs de transformar la constitució anglesa en una oligarquia.
La pèrdua dels grans discursos de Bolingbroke va ser lamentada per William Pitt més que la dels llibres perduts de Titus Livi i Tàcit; tot i que a inicis del segle XX els seus escrits i la seva carrera impressionaven menys que als seus contemporanis: se'l veié com un home brillant i versàtil, però egoista, hipòcrita i intrigant, defectes de caràcter que comportaren la seva ruïna política; i els seus escrits van ser descris com a brillants, artificials i sense mèrits filosòfics. Es diu que les seves habilitats s'excerciren sobre objectes efímers i no inspirats per idees eternes o universals.

### Filosofia il·lustrada
Tot i que no es proclamà com a ateu, Bolingbroke tenia certes opinions sobre oposició a l'església i als ensenyaments teològics que potser van influenciar a la il·lustració. El filòsof antireligiós Baró d'Holbach cita a Bolingbroke a la seva obra "Sentit Comú", en referència a les afirmacions antiteològiques de Bolingbroke.

## Partit del país
Bolingbroke va ser especialment influent en senyalar la necessitat i en esbossar la maquinària d'una oposició (política) sistemàtica. L'oposició, que ell anomenà Partit del País, que oposà al partit de la cort. Els partits del país havien estat formats anteriorment, com després del discurs al Parlament del rei al novembre de 1685, però Bolingbroke va ser el primer a senyalar que calia una oposició continuada al govern. Segons ell, l'esperit de la llibertat estava amenaçat per la luxúria pel poder del partit de la cort.
La llibertat només podia garantir-se mitjançant un partit de l'oposició que emprés "mètodes constitucionals i un curs legal per oposar-se als excessos del poder legal i ministerial". Donà instruccions al partit de l'oposició perquè "prengués el poder del govern, si es pot, de les mans d'aquells que el fan servir malament".

## Treballs
- Lashmore-Davies, Adrian C., ed. "The Correspondence of Henry St. John and Sir William Trumbull, 1698-1710," Eighteenth-Century Life 32, no. 3 (2008), pp. 23–179.
- Parke, G., ed. The Letters and Correspondence of Henry St John, Lord Viscount Bolingbroke. 4 vols. 1798.
- Dickinson, H. T., ed. "The Letters of Henry St. John to the Earl of Orrery, 1709–1711" Camden Miscellany, vol. XXVI. Camden Fourth Series. Volume 14 (London: The Royal Historical Society, 1975), pp. 137–199.
- H. T. Dickinson (ed.). "Letters of Bolingbroke to the Earl of Orrery, 1712–13," Camden Miscellany, Vol. XXXI. Camden Fourth Series. Volume 44 (London: The Royal Historical Society, 1992), pp. 349–371.
- The works of the late Right Honourable Henry St. John, Lord Viscount Bolingbroke, new ed., Vol. 1 (London, 1809).
- The works of the late Right Honourable Henry St. John, Lord Viscount Bolingbroke, new ed., Vol. 2 (London, 1809).
- The works of the late Right Honourable Henry St. John, Lord Viscount Bolingbroke, new ed., Vol. 3 (London, 1809).
- The works of the late Right Honourable Henry St. John, Lord Viscount Bolingbroke, new ed., Vol. 4 (London, 1809).
- The works of the late Right Honourable Henry St. John, Lord Viscount Bolingbroke, new ed., Vol. 5 (London, 1809).
- The works of the late Right Honourable Henry St. John, Lord Viscount Bolingbroke, new ed., Vol. 6 (London, 1809).
- The works of the late Right Honourable Henry St. John, Lord Viscount Bolingbroke, new ed., Vol. 7 (London, 1809).
- The works of the late Right Honourable Henry St. John, Lord Viscount Bolingbroke, new ed., Vol. 8 (London, 1809).
- The Works of Lord Bolingbroke, Vol 1. University Press of the Pacific, 2001. ISBN 0-89875-352-X
- Armitage, David, ed. Bolingbroke: Political Writings (Cambridge Texts in the History of Political Thought). Cambridge University Press, 1997. ISBN 0-521-58697-6
- The Philosophical Works of the Late Right Honourable Henry St John, Lord Viscount Bolingbroke, 3 vol. 1776, reprint 2005. ISBN 1-4212-0061-9
- Jackman, S. W., ed. The Idea of a Patriot King. Indianapolis, 1965.